# Francesco Tamagno
Francesco Innocenzo Tamagno (Torí (Piemont), 28 de desembre, 1850 - Varese (Llombardia), 31 d'agost, 1905), va ser un tenor líric italià.

## Biografia
D'origen humil, Francesco Tamagno va néixer al barri de Torí de "Borgo Dora", en el si d'una família molt nombrosa formada per quinze germans i germanes, deu dels quals van morir molt joves, alguns de còlera i altres de tuberculosi. El seu pare, Carlo, era l'hostaler d'un modest restaurant de Porta Palazzo (la Trattoria dei Pesci Vivi ), mentre que la seva mare Margherita Protto va morir quan Francesco encara era un nen. Va treballar com a cambrer al restaurant familiar des que era petit.
El seu pare tenia una passió pel bel canto, que no conreava, però que transmetia als seus fills. Francesco, el qual el seu pare considerava dotat per a la música, va prendre algunes lliçons d'un professor a Torí i feia setmanalment els seus exercicis corals amb els seus companys, sota els arcs del "Ponte Mosca della Dora", en un lloc prou allunyat de les cases. Reclutat per l'exèrcit l'any 1869, mentre feia un exercici al mont Chiusarella prop de Varese, va començar a cantar per entre-tenir els seus companys: després va ser increpat per un oficial, que però va reconèixer les seves habilitats com cantant i l'animava a conrear-les.
L'oportunitat de tota la vida li va venir quan el Teatre Regio de Torí necessitava urgentment un tenor per a l'òpera Poliuto, perquè un dels actors secundaris havia caigut malalt de sobte. El professor que li va ensenyar a cantar ho sabia i va pensar en ell, assenyalant el seu nom. Després de debutar el 1871 a Torí, com a actor secundari a Poliuto (en el paper de Nearco), Francesco Tamagno va aconseguir el seu primer èxit notable a Palerm , el 1875, a Un ballo in maschera.
Francesco Tamagno es va comprometre llavors a la Fenice de Venècia, el 1874, en el paper de "Pery" a Il Guarany i al San Carlo de Nàpols. Va debutar el 1878 a La Scala de Milà, amb L'Africaine, i després va cantar al Metropolitan de Nova York, el 1894, com "Arnold" a Guglielmo Tell.
El 2 de setembre de 1879 neix la seva única i estimada filla Margherita ( 1879 - 1942) d'una relació clandestina amb una noble que ja estava casada. Tamagno, que mai va revelar el nom d'aquesta dona, no només no es va allunyar mai d'aquella nena, tan "incòmoda" per a la seva carrera, sinó que va preferir fer de "pare nen", portant-la a tot arreu i cuidant-la amb amor. Sens dubte, aquesta era una situació familiar molt inusual per a aquella època. El tenor també va voler batejar la luxosa residència que va comprar a Varese a la dècada de 1880 amb el nom de la seva filla "Villa Il Pero", que esdevingué així "Villa Margherita". Juntament amb "villa Jolanda" (comprada el 1897 a Ospedaletti, prop del mar), la casa de Varese es va convertir en el seu bon retiro, on va rebre els seus amics més propers (actuant per a ells) i on també va fer alguns dels seus enregistraments fonogràfics. El vincle de Tamagno amb Varese era molt fort: cada any, amb motiu de la festivitat de Santa Isabel, solia obrir la casa al públic i oferir un ric banquet als visitants. El tenor també va organitzar diverses donacions a institucions benèfiques de la ciutat, sobretot a l'hospital cívic (el futur hospital Circolo i Fondazione Macchi ) que després trobaria la seva seu al parc de la vil·la.
Va ser el protagonista de l'estrena mundial de l'Otello de Giuseppe Verdi el 5 de febrer de 1887, un paper que més tard es va convertir en el seu paper emblemàtic. Francesco Tamagno també va ser el primer "Gabriele Adorno", en la segona versió de Simon Boccanegra de Verdi ("Teatro della Scala"", 24 de març de 1881). Va ser el primer a interpretar el paper de "Azaele" a Il figliuol prodigo i el de "Didier" a Marion Delorme: dues òperes compostes per Amilcare Ponchielli.
El seu repertori també incloïa títols de la primera meitat del segle XIX, com Les Huguenots de Meyerbeer i Le Prophète i Guglielmo Tell de Rossini. Tamagno va viatjar molt i també va actuar a l'estranger, a Ciutat de Mèxic, Montevideo, Chicago, Buenos Aires i al Metropolitan Opera de Nova York (1894), on va aconseguir un gran èxit.
La darrera actuació pública de l'artista va tenir lloc el 27 de març de 1905 al "Circolo degli Artisti" de Torí. Posteriorment, després d'un atac mortal d'angina de pit, la seva salut va disminuir dràstic-ament, obligant-lo a suspendre la seva activitat indefinidament.
El 30 d'agost al vespre, mentre visitava un amic a Varese, Tamagno va patir una hemorràgia cerebral que el va fer caure en coma: el tenor va ser traslladat a casa seva a la ciutat, on els metges van intentar salvar-li la vida. Durant la nit, però, es va produir un segon atac, que no va deixar més marge de recuperació: el tenor va morir a les 7:30 del matí següent.
Per la seva voluntat expressa, el seu cos va ser embalsamat; Després d'un primer ritu funerari a Giubiano, el taüt va ser traslladat a Torí, la seva ciutat natal, per al solemne funeral, celebrat el 5 de setembre. El famós llibretista Arrigo Boito , amic de Tamagno, va estar entre els que van portar el taüt a les espatlles per a l'enterrament.
Està enterrat en un poderós mausoleu blanc de trenta-set metres d'alçada, erigit a instàncies de la seva filla Margherita. El mausoleu està situat a l'interior del Cementiri Monumental de Torí, a la part antiga (cinquena ampliació). Aquesta sumptuosa tomba va ser comprada per l'Ajuntament de Torí el 1990, i després va ser restaurada el 1999.
La seva filla (que l'any 1898 s'havia casat amb l'advocat i empresari tèxtil Alfredo Talamona -el matrimoni fracassaria el 1922 arran de la fallida de la seva empresa) també es va encarregar d'administrar l'herència del seu pare: la casa de Varese, rebatejada com "villa Tamagno" després de la seva mort, va ser venuda a l'hospital cívic, que en va fer la seu administrativa. La ciutat de Varese també va rebre com a obsequi la molt rica col·lecció de lepidòpters del tenor (més de 4500, majoritàriament capturats a Sud-amèrica), que va ser catalogada l'any 1953 per l'erudit de Torí Mario Simondetti i posteriorment exposada al museu de Villa Mirabello.

## Judici crític
Segons la crítica, la seva veu, prodigiosa en poder, brillantor i amplitud, i la seva vigorosa i definida vocalització el van convertir en el més gran tenor verdià i un dels més grans artistes de la lírica de finals del segle XIX.
La seva tècnica estava lligada a la de la tradició italiana, que encara donava una gran importància a la intel·ligibilitat textual. Les vocals estaven ben diferenciades, permetent una comprensió clara dels significats del llibret, potenciant així la interpretació dramàtica. Escoltant enregistraments històrics de la veu clara de Tamagno, és evident que confiar el paper d'Otello a una anomenada "veu fosca" de tenor dramàtic, que voreja la d'un baríton, és més una afectació del segle XX que una autèntica elecció artística desitjada per Verdi.
Malgrat la seva gran fama i el benestar econòmic que va aconseguir, Tamagno, conscient dels seus orígens modestos, va mantenir un estil de vida especialment frugal i parsimoniós. Alguns dels seus contemporanis l'acusen obertament de mesquinesa: per exemple, durant els seus freqüents viatges el gran tenor només s'allotjava en hotels de nivell mitjà-baix, viatjant sempre en segona classe amb tren, també rentava ell mateix tota la roba i portava espelmes de casa, per no pagar-ne un preu més alt.

## Premis
- El tenor va donar el seu nom a la Societat Cultural d'Artistes Lírics de Torí Francesco Tamagno de Torí, una empresa lírica presidida per la soprano Angelica Frassetto i a l'associació d'Amics de l'Òpera "Francesco Tamagno" de Varese .
- El Teatre Regio de Torí acull vestuari i attrezzo escènic del gran tenor: per exemple, es poden admirar algunes joies precioses, utilitzades a l'escenari per Tamagno, exposades a la sala del "Piccolo Regio G. Puccini".
- El municipi de Torí ha batejat un carrer del barri de la "Barriera de Milà" amb el nom de Francesco Tamagno.
- El municipi de Roma ha batejat un carrer del barri de "Primavalle" amb el nom de Francesco Tamagno.

Rols creats per a Francesco Tamagno

- "Fabiano Fabiani", a Maria Tudor de Gomes (27 de març de 1879, Milà)
- "Azaele", a El fill pròdig de Ponchielli (26 de desembre de 1880, Milà)
- "Didier", a Marion Delorme de Ponchielli (17 de març de 1885, Milà)
- "Otello", a l'òpera homònima de Verdi (5 de febrer de 1887, Milà)
- "Giuliano de' Medici", a Els Mèdici de Leoncavallo (9 de novembre de 1893, Milà)

## Repertori
| Rol                   | Títol                    | Autor       |
| --------------------- | ------------------------ | ----------- |
| Tebaldo               | I Capuleti e i Montecchi | Bellini     |
| Faust                 | La damnation de Faust    | Berlioz     |
| Faust                 | Mefistofele              | Boito       |
| Gennaro               | Lucrezia Borgia          | Donizetti   |
| Edgardo di Ravenswood | Lucia di Lammermoor      | Donizetti   |
| Nearco Poliuto        | Poliuto                  | Donizetti   |
| Lionello              | Martha                   | Flotow      |
| Andrea Chénier        | Andrea Chénier           | Giordano    |
| Pery                  | Il Guarany               | Gomes       |
| Paolo                 | Fosca                    | Gomes       |
| Fabiano Fabiani       | Maria Tudor              | Gomes       |
| Eléazar               | La Juive                 | Halévy      |
| Giuliano de' Medici   | I Medici                 | Leoncavallo |
| Turiddu               | Cavalleria rusticana     | Mascagni    |
| Alim                  | Le Roi de Lahore         | Massenet    |
| Giovanni il Battista  | Hérodiade                | Massenet    |
| Roberto               | Robert le diable         | Meyerbeer   |
| Raoul de Nangis       | Les Huguenots            | Meyerbeer   |
| Jean de Leyden        | Il profeta               | Meyerbeer   |
| Vasco da Gama         | L'africaine              | Meyerbeer   |
| Faone                 | Saffo                    | Pacini      |
| Azaele                | Il figliuol prodigo      | Ponchielli  |
| Didier                | Marion Delorme           | Ponchielli  |
| Edgar                 | Edgar                    | Puccini     |
| Arnoldo Melchtal      | Guglielmo Tell           | Rossini     |
| Sansone               | Samson et Dalila         | Saint-Saëns |
| Ernani                | Ernani                   | Verdi       |
| Manrico               | Il trovatore             | Verdi       |
| Alfredo Germont       | La traviata              | Verdi       |
| Gabriele Adorno       | Simon Boccanegra         | Verdi       |
| Riccardo              | Un ballo in maschera     | Verdi       |
| Don Alvaro            | La forza del destino     | Verdi       |
| Don Carlo             | Don Carlo                | Verdi       |
| Radamès               | Aïda                     | Verdi       |
| Otello                | Otello                   | Verdi       |
| Max                   | Der Freischütz           | Weber       |

## Enregistraments sonors
- Francesco Tamagno, Giuseppe Verdi, "Trovatore": "Di quella pira" , Londres, Gramophone Concert Record, 1900, SBN  DDS1497213 . 1 disc de so: 78 rpm, acústic, mono; 10 polzades. (25 cm).
- Francesco Tamagno, Giuseppe Verdi, "Otello": "Esultate" , Milà, Gramophone Monarch Record, 1905, SBN  DDS1497152 . 1 disc de so: 78 rpm, acústic, mono; 12 polzades. (30 cm).
- Francesco Tamagno, "Andrea Chenier": "Un dia a l'espai blau". U. Giordano. "Il Trovatore": "D'aquella pira" , sl, Gramòfon, 1900-1950, SBN  DDS0207682 . 1 disc de so: 78 rpm, mono; 10 polzades. (25 cm).
- Francesco Tamagno, Rossini , sl, EMI-La veu del mestre, 1966, SBN  LIG0067040 . 1 disc de so: 33 1/3 rpm, [mono?]; 30 cm.

Veus il·lustres. Francesco Tamagno , sl, La veu del mestre, s. d, SBN  DDS1217571 . 1 disc de so: 33 1/3 rpm, elèctric/analògic, mono; 12 polzades. (30 cm), Reimpressions d'antics enregistraments dels anys 1903-1904.
- Els enregistraments complets de Francesco Tamagno, [àries de] Verdi, Giordano, Meyerbeer, Massenet, Saint-Saens, Rossini , Wadhurst (E. Sussex), Opal, 1990, SBN  REA0264951 . 1 disc compacte (54 min 7 s): AAD, mono; 12 cm. Multilingüe.
- Els enregistraments complets (1903-1904): àries de Meyerbeer, Rossini, Verdi, Saint Saens, Massenet, Giordano / Francesco Tamagno , Milà, Nuova Fonit Cetra, 1997, SBN  DDS0175827 . 1 disc compacte (53 min., 25 seg.): 1,4 m./seg (disc compacte), digital, estèreo; 4 3/4 polzades. (12 cm.) + Biografia de l'intèrpret i història del grup.
- Pioners de la gravació: 1898-1924 / Francesco Tamagno, Nellie Melba, Enrico Caruso [et al.] , Hamburg, Deutsche Grammophon, 1998, SBN  DDS0194686 . 1 Compact Disc (72 min., 17 seg.): 1,4 m./seg (disc compacte), Digital, Mono; 4 3/4 polzades. (12 cm).
- (anglès) Francesco Tamagno, Heddle Nash , Hamburg, History, 2000, SBN  PAV0065772 . 2 discs compactes (42 min., 55 seg.; 60 min., 00 seg.); 12 cm + 1 llibret.
- Giuseppe Verdin, Othello & Iago; Enregistraments històrics de 1902 a 1951/ Giuseppe Verdi; Francesc Tamagno; Bernardo De Muro; John O'Sullivan [et al.] , Parma, Istituzione Casa della Musica-Sara Ferrari Edizioni Musicali, 2010, SBN  PAR1198638 . 2 discos compactes (77 min 48 s; 79 min 15 s); 12 cm.